# جاك ميتكالف
جاك ميتكالف (بالإنجليزية: Jack Metcalf)‏ (25 ديسمبر 1991 بليفربول في المملكة المتحدة - ) هو لاعب كرة قدم بريطاني في مركز الوسط. لعب مع تشارلوت إندبنتنس.

## وصلات خارجية
- جاك ميتكالف على موقع قاعدة بيانات كرة القدم.إي يو (الإنجليزية)
- جاك ميتكالف على موقع Soccerway.com (الإنجليزية)